# Oscar Alfredo Gálvez
Oscar Alfredo Gálvez (Buenos Aires, 1913. augusztus 17. – Buenos Aires, 1989. december 16.) argentin autóversenyző.

## Pályafutása
Több alkalommal is megnyerte a neves argentin túraautó-bajnokságot, a Turismo Carreterat.
1953-ban részt vett a Formula–1-es világbajnokság argentin versenyén. A futamot egy kör hátrányban a győztes Alberto Ascari mögött az ötödik helyen zárta.
Bátyja, Juan Gálvez szintén sikeres autóversenyző volt. Buenos Airesben autóverseny-pályát neveztek el róluk, amely a Autódromo Juan y Oscar Gálvez nevet viseli.

## Eredményei

### Teljes Formula–1-es eredménylistája
(Táblázat értelmezése)

(Félkövér: pole-pozícióból indult; dőlt: leggyorsabb kört futott) 

| Év   | Csapat                    | Modell         | Motor               | 1     | 2   | 3   | 4   | 5   | 6   | 7   | 8   | 9   | Helyezés | Pont |
| ---- | ------------------------- | -------------- | ------------------- | ----- | --- | --- | --- | --- | --- | --- | --- | --- | -------- | ---- |
| 1953 | Officine Alfieri Maserati | Maserati A6GCM | Maserati Straight-6 | ARG 5 | 500 | NED | BEL | FRA | GBR | GER | SUI | ITA | 15.      | 2    |

## Külső hivatkozások
- Profilja a grandprix.com honlapon (angolul)
- Profilja a statsf1.com honlapon (angolul)

1. ↑  Find a Grave (angol nyelven). Find a Grave . (Hozzáférés: 2017. október 9.)